# Erik Nilsson (kristdemokrat)
Erik Paul Waldemar Nilsson, född 14 september 1981 i Polen, är en svensk politiker. 

## Biografi
Erik Nilsson är bördig från Hammarö i Värmland. Nilsson har varit organisationssekreterare, generalsekreterare och förbundskamrer för Kristdemokratiska ungdomsförbundet, KDU samt ombudsman för Kristdemokraterna i Värmland. Sedan 2017 har han varit kommunalråd samt gruppledare för Kristdemokraterna i Karlstad och ordförande i stadsbyggnadsnämnden. November 2021 blev han invald som ersättare i Partistyrelsen för Kristdemokraterna.